# 高山 (タンカー)
高山（たかやま）は、日本郵船が運航する原油タンカーで、1993年日本鋼管津製作所で建造された。2008年ソマリア沖にて海賊の襲撃を受ける。2009年大型鉱石専用船に改造された。

## 海賊襲撃事件
2008年4月4日韓国のウルサン港を出港。
4月21日積み地のサウジアラビアヤンブー港に向け空荷での回送航行中、イエメン沖アデン湾（アデン東方約440km）にて海賊と見られる小型不審船1隻からロケット弾によるものと思われる攻撃を受け、船体に被弾。乗組員にケガはなく、左舷船尾に直径約20mmの損傷を生じ燃料油が一部漏れたものの航行に支障無く、22日アデン湾に入る。
29日仮修理を行い、日本海事協会から堪航性に関する確認を受け、5月1日ペルシア湾に向けアデンを出港した。